# ألبرت أغسطس بوب
ألبرت أغسطس بوب (بالإنجليزية: Albert Augustus Pope) هو رائد أعمال أمريكي، ولد في 20 مايو 1843 في بوسطن في الولايات المتحدة، وتوفي في 10 أغسطس 1909 في كوهاسيت في الولايات المتحدة.

## وصلات خارجية
- ألبرت أغسطس بوب على موقع الموسوعة البريطانية (الإنجليزية)